# Lijst van voetbalinterlands Armenië - Jordanië
Deze lijst van voetbalinterlands is een overzicht van alle officiële voetbalwedstrijden tussen de nationale teams van Armenië en Jordanië. De landen speelden tot op heden een keer tegen elkaar. Dat was een vriendschappelijk duel op 17 augustus 2005 in Amman.

## Wedstrijden
| № | Plaats | Datum            | Competitie        | Wedstrijd          | Uitslag |
| - | ------ | ---------------- | ----------------- | ------------------ | ------- |
| 1 | Amman  | 17 augustus 2005 | Vriendschappelijk | Jordanië – Armenië | 0 – 0   |

## Samenvatting
| Competitie        | Totaal gespeeld | Winst Armenië | Gelijk | Winst Jordanië | Doelsaldo Armenië – Jordanië |
| ----------------- | --------------- | ------------- | ------ | -------------- | ---------------------------- |
| Vriendschappelijk | 1               | 0             | 1      | 0              | 0 − 0                        |
| Totaal            | 1               | 0             | 1      | 0              | 0 − 0                        |

Wedstrijden bepaald door strafschoppen worden, in lijn met de FIFA, als een gelijkspel gerekend.